# Buda
Buda (sânscrito-devanágari: बुद्ध, transliterado Buddha, que significa "Desperto", do radical Budh-, "despertar") é um título dado na filosofia budista àqueles que despertaram plenamente para a verdadeira natureza dos fenômenos e se puseram a divulgar tal descoberta aos demais seres. "A verdadeira natureza dos fenômenos", aqui, quer dizer o entendimento de que todos os fenômenos são impermanentes, insatisfatórios e impessoais. Tornando-se consciente dessas características da realidade, seria possível viver de maneira plena, livre dos condicionamentos mentais que causam a insatisfação, o descontentamento e o sofrimento.
Do ponto de vista da doutrina budista clássica, a palavra "buda" denota não apenas um mestre religioso que viveu em uma época em particular, mas toda uma categoria de seres iluminados que alcançaram tal realização espiritual. As escrituras budistas tradicionais mencionam pelo menos 24 budas que surgiram no passado, em épocas diferentes.

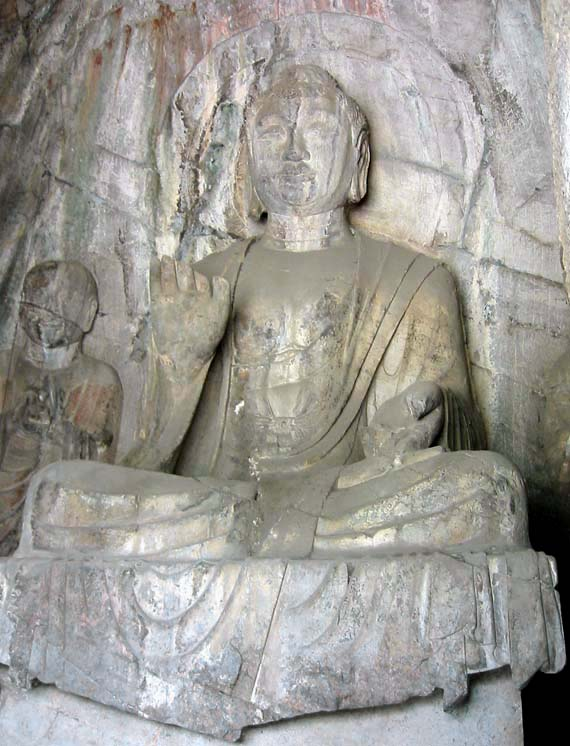
Escultura do Buda Amitaba nas Grutas de Longmen, na República Popular da China

O budismo reconhece três tipos de Buda, dentre os quais o termo Buda é normalmente reservado para o primeiro tipo, o Samyaksam-buddha (em páli: Samma-Sambuddha). A realização do nirvana é exatamente a mesma nos três tipos, mas um Samyaksam-buddha expressa mais qualidades e capacidades que os outros dois tipos de buda.
Atualmente, as referências ao Buda referem-se em geral a Siddhartha Gautama, mestre religioso e fundador do budismo no século VI antes de Cristo. Ele seria, portanto, o último buda de uma linhagem de antecessores cuja história perdeu-se no tempo. Conta a história que ele atingiu a iluminação durante uma meditação sob a árvore Bodhi, quando mudou seu nome para Buda, que quer dizer "desperto".
Existe uma passagem nas escrituras [Anguttara Nikaya (II, 37)] — a qual é frequentemente interpretada de maneira superficial — na qual o Buda nega ser alguma forma de ser sobrenatural, mas esclarece:
"Brâmane, assim como uma flor de lótus azul, vermelha ou branca nasce nas águas, cresce e mantém-se sobre as águas intocada por elas; eu também, que nasci no mundo e nele cresci, transcendi o mundo e vivo intocado por este. Lembre-se de mim como aquele que é desperto."
Com isso, ele rejeitava qualquer possibilidade de ser tomado como um deus, mas reafirmava a característica transcendente de sua vivência espiritual e do caminho de libertação que oferecia aos demais seres. Nesse sentido, o Buda exerceu um papel importante de democratização da religião, que, até então, estava sujeita ao arbítrio da casta dos brâmanes.
Para Sidarta Gautama, não há intermediário entre a humanidade e o divino; deuses distantes também estão sujeitos ao carma em seus paraísos impermanentes. O Buda é apenas um exemplo, guia e mestre para os seres vivos sencientes, que devem trilhar o caminho por si próprios.

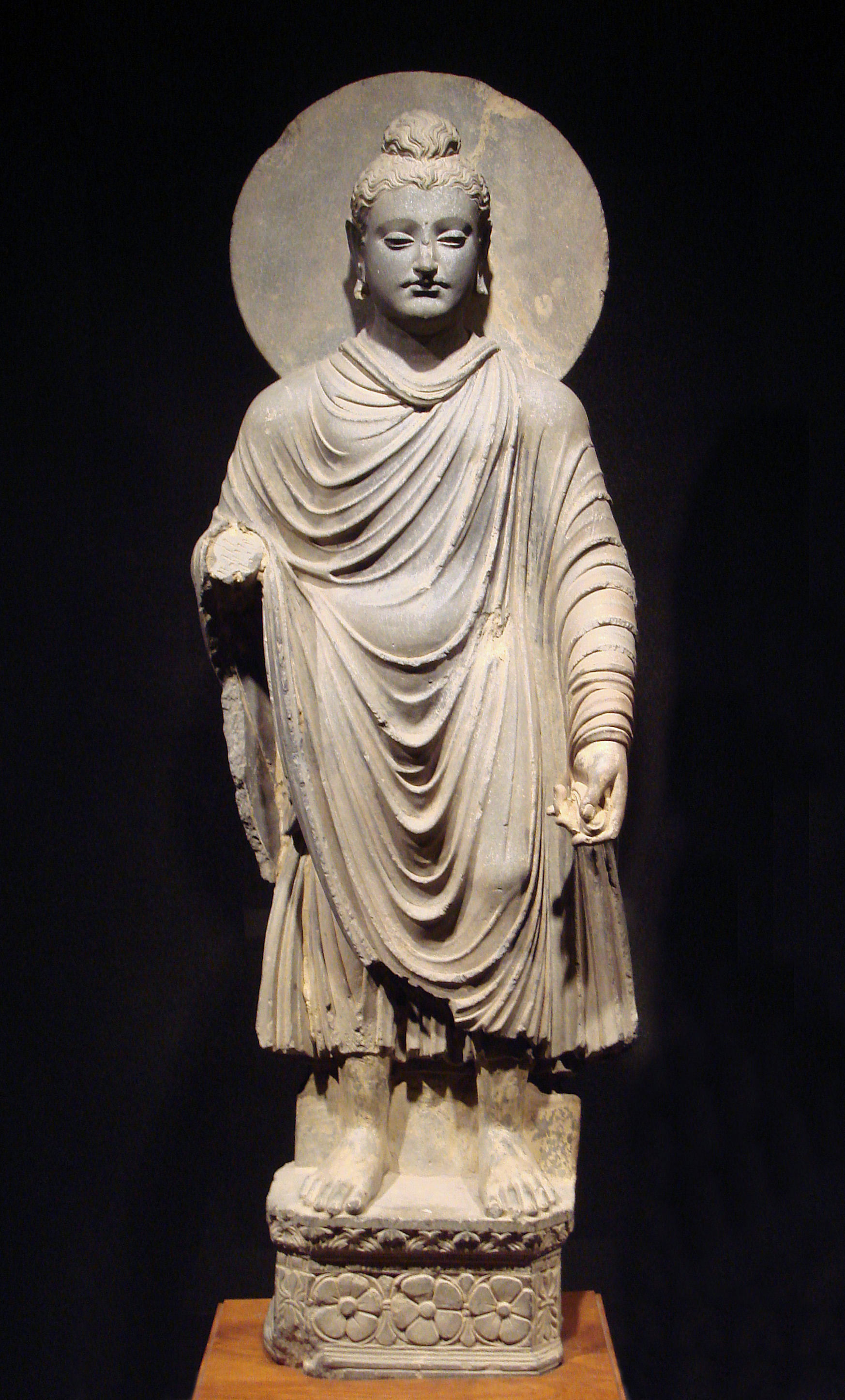
Representação de Buda em estilo Gandara,, Museu Nacional de Tóquio

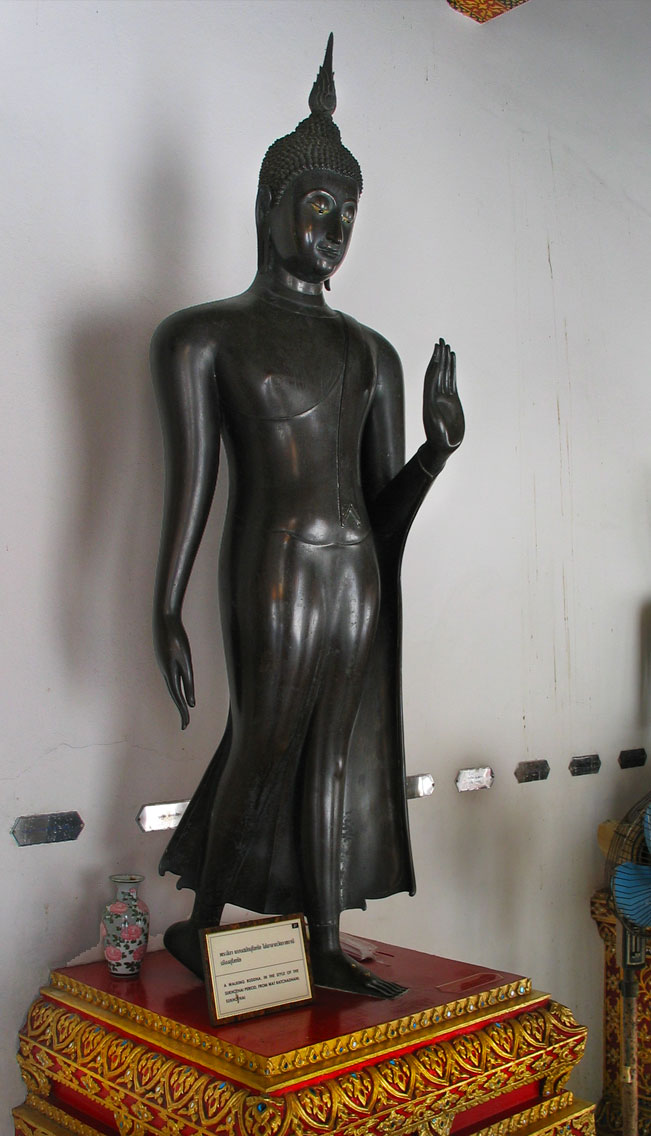
Buda caminhando, Sucotai estilo, Wat Benchamabopit (Templo de Mármore), Banguecoque Tailândia

Dentre as religiões mundiais (a maioria das quais proclama a existência de um Deus criador), o budismo é considerado incomum por ser uma religião não teísta. Para o Buda, a chave para a libertação é a pureza mental e a compreensão correta e, por esse motivo, ele rejeitou a noção de que se conquista a salvação através de uma deidade.
De acordo com o Buda Gautama (Sidarta), a felicidade desperta do nirvana que ele atingiu está ao alcance de todos os seres, porém, na visão ortodoxa, é necessário ter nascido como um ser humano. No Tipitaca — a escritura budista mais antiga — fala-se dos numerosos budas do passado e de suas vidas, bem como sobre o próximo Bodisatva, que será chamado Maitreya.

## Estátuas de buda
Não confundir com Hotei, o buda obeso e sorridente geralmente visto na República Popular da China, que, a rigor, não é uma estátua de Buda e sim de um dos Sete Deuses da Sorte.
Budas são, frequentemente, representados em estátuas. Algumas formas comuns incluem:
- Buda sentado, como na escultura da Dinastia Tang acima;
- Buda deitado;
- Buda em pé, como na escultura no estilo Gandara;
- Buda caminhando, como na escultura no estilo de Sucotai em Banguecoque.

A maior parte das representações de buda contém certas marcas que simbolizam seu despertar espiritual. Essas marcas variam de acordo com a região, mas três se destacam:
- Uma protuberância no topo da cabeça denominada Usnisa, (simbolizando uma grande acuidade mental);
- Longos glóbulos ouriculares (simbolizando uma grande percepção);
- Um terceiro olho (simbolizando, também, grande percepção).

## Buda, o Nono Avatar deVíxenu
De acordo com a tradição vixenuísta, o Buda é considerado o nono avatar de Vixenu. A encarnação de Víxenu é mais antiga, nascida em Gaya e datando do terceiro milênio após o desaparecimento de Krishna, há mais de 5 000 anos. Segundo as escrituras seguidas pelos víxenuístas (Bagavata Purana, Vixenu Purana), essa encarnação surgiu para eliminar a matança de animais durante os sacrifícios védicos e não ensinava a doutrina advaita como a do sábio Gautama, pregada por Sidarta, seguidor da linha filosófica de Gautama (daí o nome Sidarta Gautama) e que deu origem ao atual budismo.